# Константиновский сельский округ (Сергиево-Посадский район)
Константиновский сельский округ — упразднённая административно-территориальная единица, существовавшая на территории Сергиево-Посадского района Московской области в 1994—2006 годах.
Константиновский сельсовет был образован в первые годы советской власти. По данным 1922 года он входил в состав Константиновской волости Сергиевского уезда Московской губернии.
По данным 1926 года в состав сельсовета входило село Константиново, а также мельница и народная лечебница.
В 1929 году Константиновский с/с был отнесён к Константиновскому району Кимрского округа Московской области.
17 июля 1939 года к Константиновскому с/с были присоединены селения Бобошино и Гусарня упразднённого Бобошинского с/с.
14 июня 1954 года к Константиновскому с/с были присоединены Кисляковский, Козловский и Никульский с/с.
22 июня 1954 года из Константиновского с/с в Богородский были переданы селения Машутино, Новосёлки и Сысоево. Селение Сахарово было передано из Константиновского с/с в Ченцовский с/с.
7 декабря 1957 года Константиновский район был упразднён и Константиновский с/с был передан в Загорский район.
1 февраля 1963 года Загорский район был упразднён и Константиновский с/с вошёл в Мытищинский сельский район. 11 января 1965 года Константиновский с/с был возвращён в восстановленный Загорский район.
2 декабря 1976 года селения Александровка, Никульское, Чирково и Ясниково были переданы из Константиновского с/с в Кузьминский с/с.
30 мая 1978 года в Константиновском с/с были упразднены селения Егорьево и Новое.
16 сентября 1991 года Загорский район был переименован в Сергиево-Посадский.
3 февраля 1994 года Константиновский с/с был преобразован в Константиновский сельский округ.
В ходе муниципальной реформы 2005 года Константиновский сельский округ прекратил своё существование как муниципальная единица. При этом все его населённые пункты были переданы в сельское поселение Шеметовское.
29 ноября 2006 года Константиновский сельский округ исключён из учётных данных административно-территориальных и территориальных единиц Московской области.